# WTA Tour Championships 2001
Il WTA Tour Championships 2001 è stato un torneo di tennis che si è giocato all'Olympiahalle di Monaco di Baviera in Germania dal 30 ottobre al 4 novembre su campi in cemento. È stata la 31ª edizione del torneo di fine anno di singolare, la 26a del torneo di doppio.

## Campionesse

### Singolare
Serena Williams ha battuto in finale  Lindsay Davenport, walkover

### Doppio
Lisa Raymond /  Rennae Stubbs hanno battuto in finale  Cara Black /  Elena Lichovceva con il punteggio di 7–5, 3–6, 6–3